# Стегодоновые
Стегодо́новые (лат. Stegodontidae, от др.-греч. στέγος — кровля и ὀδούς — зуб, из-за гребней на коренных зубах) — семейство вымерших млекопитающих из отряда хоботных, эндемичное для Африки и Азии известное от миоцена (15,97 млн лет назад) до позднего плейстоцена, при этом некоторые исследования показывают, что они выжили в голоцене в Китае (вплоть до 4,1 тысячи лет назад), хотя это оспаривается.

## Таксономия
Таксон был назван Осборном (1918). Он был отнесен к семейству мастодонты (Mammutoidea) Кэрроллом (1988), и перенесён в надсемейство Elephantoidea Ламбертом и Шошани (1998); и Elephantoidea Shoshani et al. (2006).

## Классификация
- † Стегодоны (Stegodon)
- † Stegolophodon